# Face the change
『Face the change』（フェイス・ザ・チェンジ）は、日本の音楽グループEvery Little Thingの7枚目のシングル。

## 解説
前作『Shapes Of Love/Never Stop!』から約2か月でのリリース。
初回限定盤は黒い紙袋にジャケットが封入された仕様になっている。
シングルで発売された原曲以外に、1997年秋に放送されたテレビ朝日系『27時間テレビ 熱血チャレンジ宣言'97』のために書かれたチャレンジバージョンが存在しており、歌詞が原曲と異なるものであった。
PVはサビの部分しか存在しないため、COUNT DOWN TVなどで楽曲が紹介される際には、このショートPVが必ず使用される。ビデオクリップ集やベストアルバム『Every Best Single 〜COMPLETE〜』の初回盤付属DVDにも収録されておらず、長年商品化が実現していなかったが、2011年発売の10thアルバム『ORDINARY』【15th Anniversary Special Edition 】 付属DVD内の15th Anniversary Special History Movieに初めて収録された。
2016年にavex traxから発売されたライブアイドルのコンピレーション・アルバムEXA IDOL COMPLEX〜Super duper!にてS☆UTHERN CROSSによってカバーされた。

## 収録曲
1. Face the change
（作詞・作曲・編曲：五十嵐充）
TOYOTA「HILUX SURF SSR-V」CFソング
テレビ朝日系『27時間テレビ 熱血チャレンジ宣言'97』オープニングテーマ（チャレンジver.）
五十嵐は歌詞の製作の段階で、歌詞中の「黒いベロアのワンピース」の部分で、「黒いベロアのキャミソール」にするアイデアもあった。
2. Face the change (Dub's Every Little Theme Remix)
リミックス：Dub Master X
3. Face the change (Instrumental)

## 楽曲の収録アルバム
Face the change
- 『Time to Destination』
- 『Every Best Single +3』
- 『Every Best Single 〜COMPLETE〜』
- 『Every Best Single 2 ～MORE COMPLETE～』
- 『Every Best Single 2 〜Early period〜』

## 発売日一覧
| 地域       | リリース日    | 規格 | レーベル                        |
| ---------- | ------------- | ---- | ------------------------------- |
| 日本       | 1998年1月7日  | CD   | avex trax                       |
| 台湾       | 2008年3月7日  | CD   | ユニバーサルミュージック (台湾) |
| フィリピン | 2018年9月11日 | CD   | ABS-CBN                         |